# Alexandre Arnault

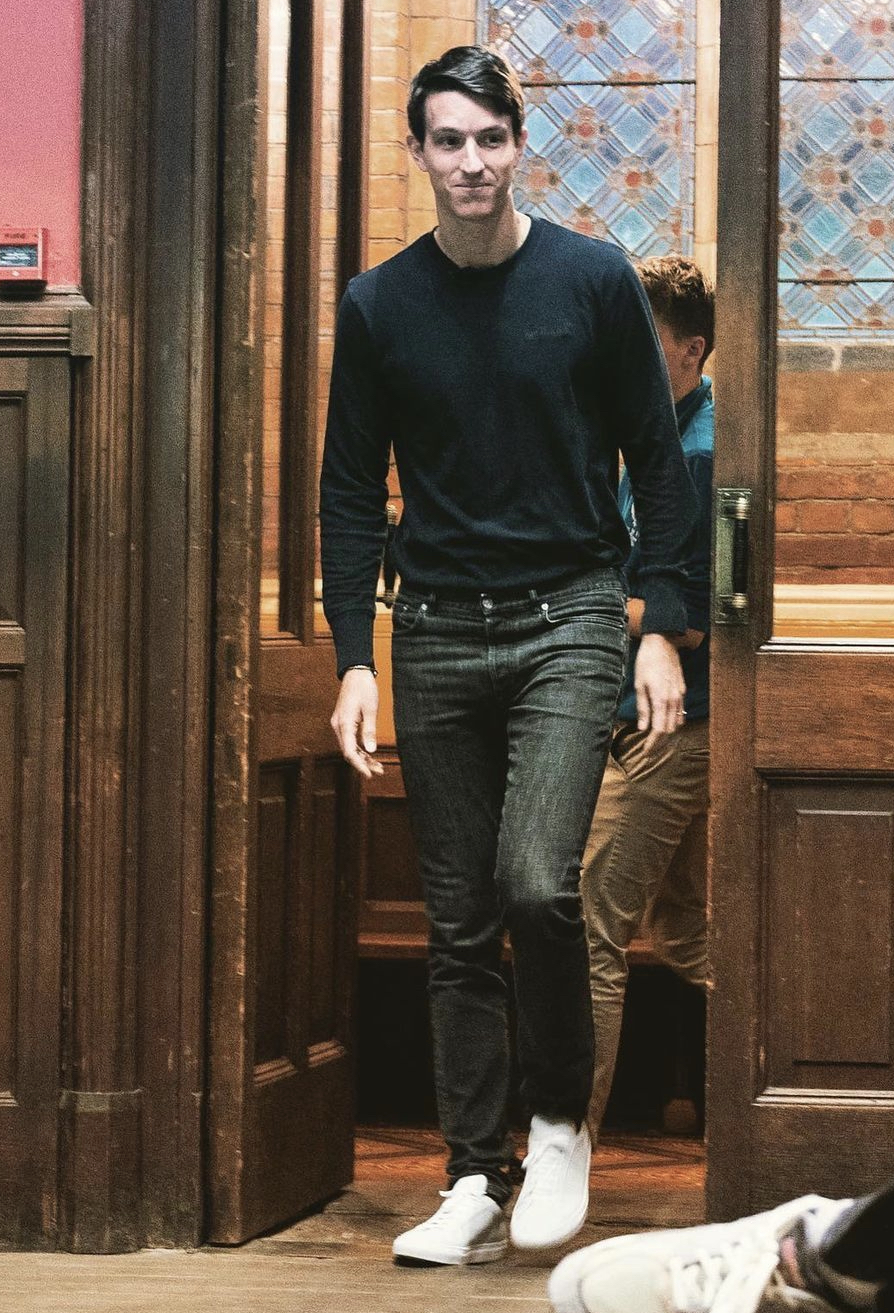
Alexandre Arnault

Alexandre Arnault (5 mei 1992) is een Frans ondernemer. Hij is een zoon van Bernard Arnault en leidt sinds 2017 het Duitse Rimowa, fabrikant van reiskoffers binnen de groep LVMH.
Hij studeerde af aan de hogescholen Télécom ParisTech en École Polytechnique. Hij is ook pianist.